# Caenopsylla laptevi
Caenopsylla laptevi är en loppart som beskrevs av Mikulin et Zagniborodova 1958. Caenopsylla laptevi ingår i släktet Caenopsylla och familjen smågnagarloppor.

## Underarter
Arten delas in i följande underarter:
- C. l. laptevi
- C. l. ibera
- C. l. relicta